# Злой дух (фильм)
Злой дух — фильм по повести А. Ширванзаде «Одержимая».

## Сюжет
Трагическая судьба больной эпилепсией бедной девушки, загубленной роднёй мужа.

## В ролях
- Татьяна Акопян (Асмик) — Шушан
- Нина Манучарян — Замишан
- Михаил Геловани — Гиж Даниел
- Б. Мадатова — Сона
- Амвросий Хачанян — слуга
- Михаил Гарагаш — купец
- Самвел Мкртчян — Мурад
- Аркадий Мамиконян — Воскан
- А. Папян — Джаваир
- Астра Абрамян — Гюльназ
- С. Эпиташвили — знахарь
- Патвакан Бархударян — эпизод

## Съёмочная группа
- художник — Михаил Сургунов
- главный администратор — Михаил Гарагаш
- помощники режиссёра — А. Мадатов, Амасий Мартиросян

## Технические данные
- чёрно-белый, немой
- впервые на экране — 25 ноября 1927, Ереван
- впервые на экране в Москве — 31 января 1928
- впервые на экране в США — 10 августа 1929